# Integración a baja escala
SSI es acrónimo del inglés Small-Scale Integration (integración a baja escala) y hace referencia a los primeros circuitos integrados que se desarrollaron. Cumplían funciones muy básicas, como puertas lógicas y abarcan desde  unos pocos transistores hasta una centena de ellos.
Los circuitos SSI fueron cruciales en los primeros proyectos aeroespaciales, y viceversa, ya que los programas espaciales como Apolo o el misil Minuteman necesitaban dispositivos digitales ligeros. El primero motivó y guio el desarrollo de la tecnología de circuitos integrados, mientras que el segundo hizo que se realizara una producción masiva.
Estos programas compraron prácticamente la totalidad de los circuitos integrados desde 1960 a 1963, y fueron los causantes de la fuerte demanda que originó un descenso de los precios en la producción de 1000 dólares la unidad (en dólares de 1960) hasta apenas 25 dólares la unidad (en dólares de 1963).
El siguiente paso en el desarrollo de los circuitos integrados, que tuvo lugar a finales de los 60, introdujo dispositivos que contenían cientos de transistores en cada chip y fue llamado MSI: Escala de Media Integración (Medium-Scale Integration).